# Meister der Rose von Lausanne

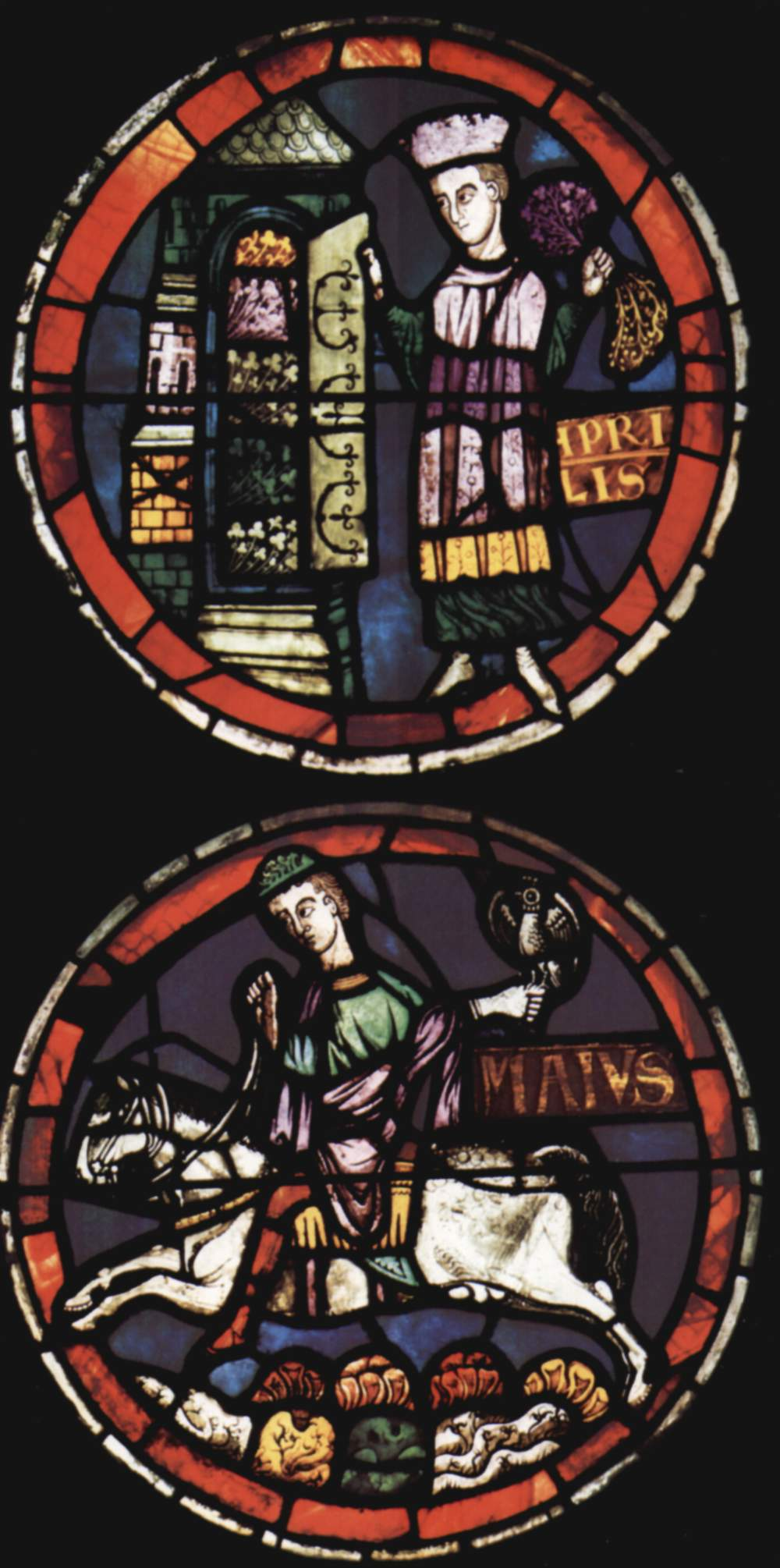
Meister der Rose von Lausanne: April und Mai, Monatsdarstellungen, um 1235. Glasfenster in Lausanne, Rose der Kathedrale, Südlicher Querarm

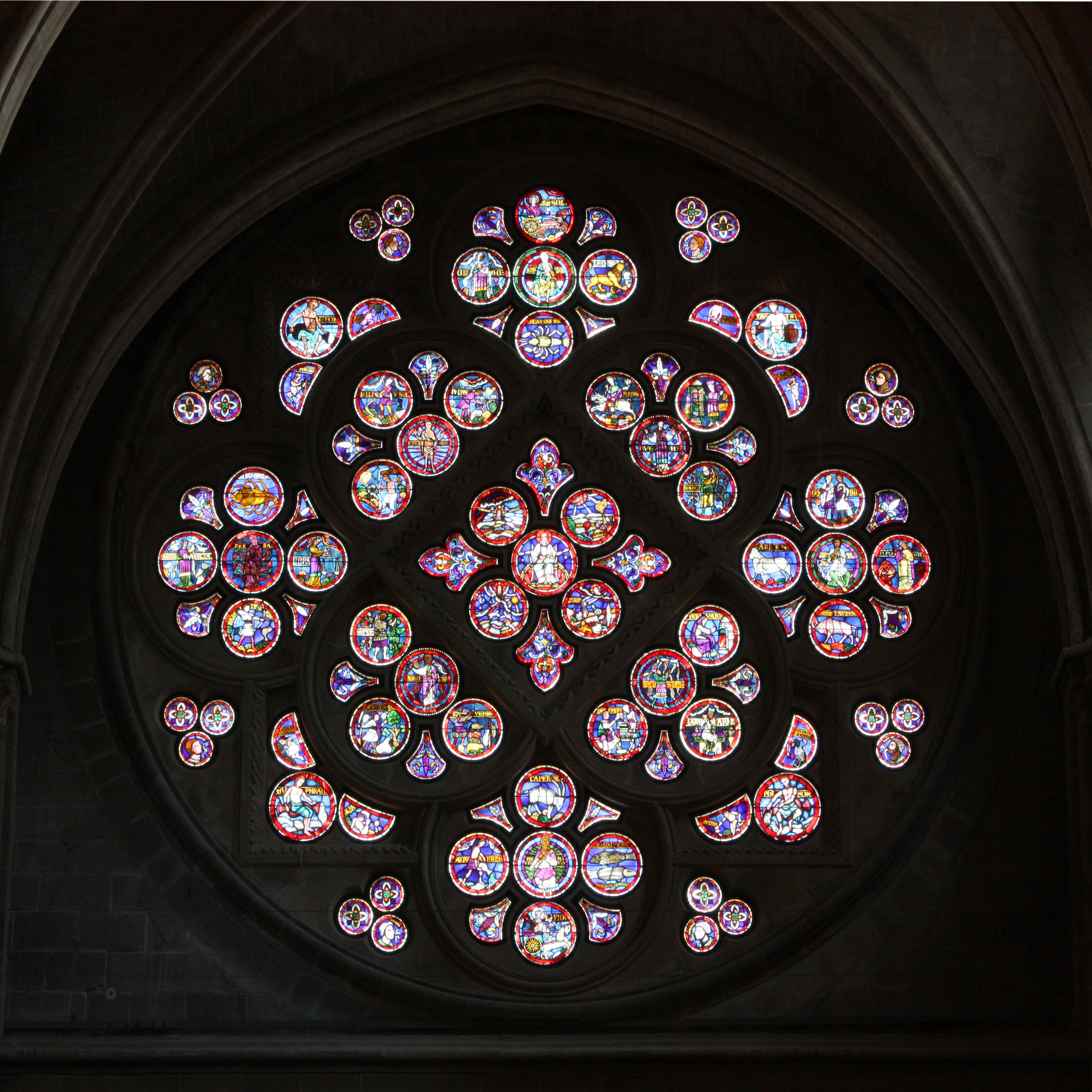
Lausanne, Rose der Kathedrale,Südlicher Querarm (Transept) – Innenaufnahme

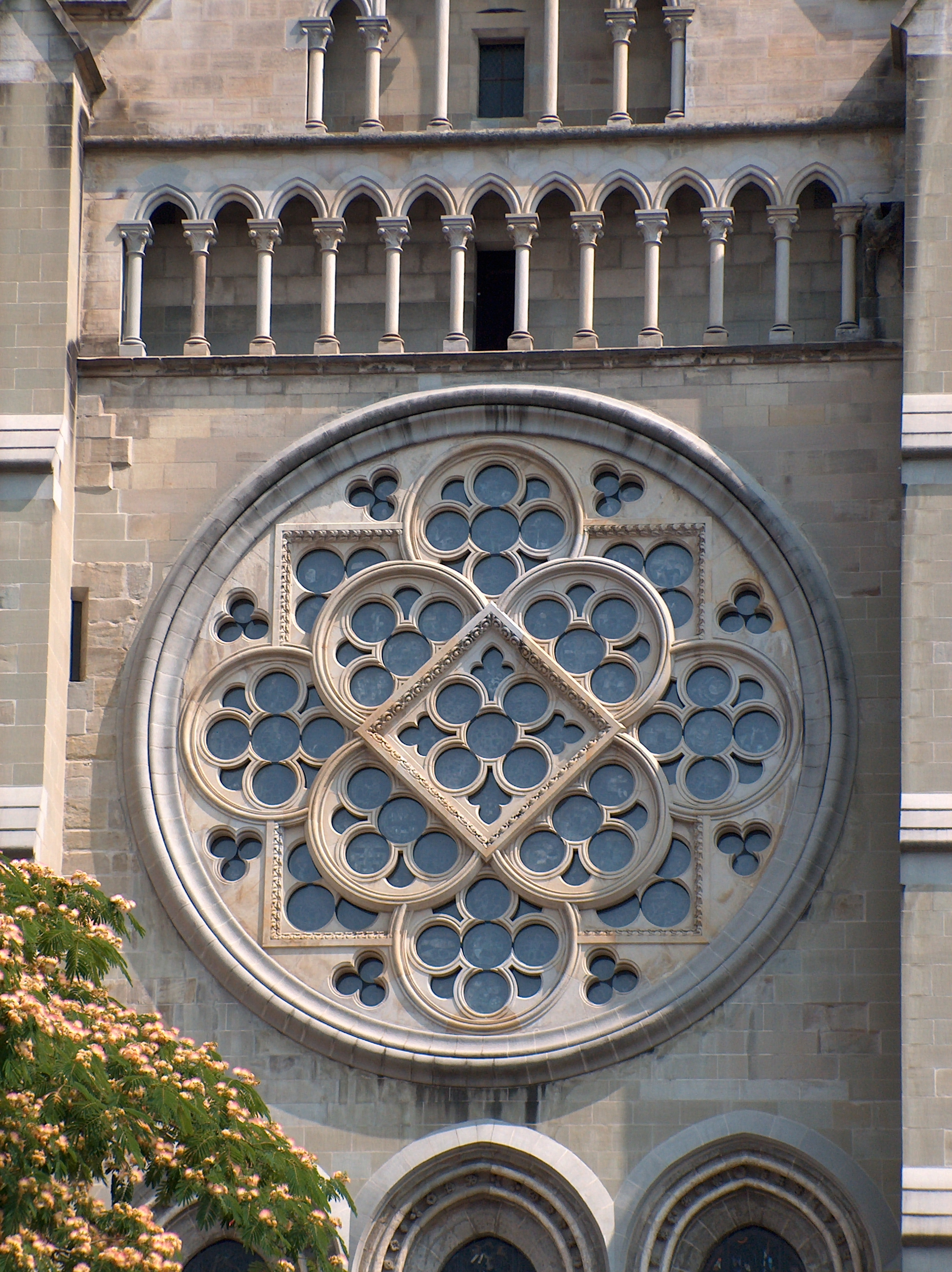
Lausanne, Rose der Kathedrale,Südlicher Querarm (Transept)- Aussenaufnahme

Mit Meister der Rose von Lausanne wird der namentlich nicht sicher bekannte Künstler und Kunsthandwerker bezeichnet, der mit seiner Werkstatt um 1235 die Glasmalerei der Fensterverglasung der Rosette im südlichen Querarm der Kathedrale Notre-Dame in Lausanne in geschaffen hat.

## Stil und Herkunft
Während die fast zeitgleiche Glasmalerei in der Schweizer Region, die sogenannte „Flumser Madonna“ noch romanischen Stil der Malerei zeigt, so ist das Werk des Meisters der Rose von Lausanne von der Stilrichtung der Gotik des 13. Jahrhunderts aus Frankreich beeinflusst. Dies lässt vermuten, dass der Meister aus Frankreich selbst stammen könnte. Seine Darstellungen erinnern an Buchmalereien der Zeit.

## Bildprogramm
Die von der Werkstatt der Steinmetze der Kathedrale in Lausanne geschaffene geometrische Struktur der Fensterrose wurde von der Schule von Chartres beeinflusst. Dem Meister der Rose von Lausanne waren dann Thema und Aufgabe gestellt, darin mit Glasbildern das Bild und die Stellung des Menschen im göttlichen Kosmos und Plan darzustellen. In diesem „Weltspiegel“ (lateinisch mirror mundi) stellt der Meister nun die Menschen im Kreis der Naturelemente und der Jahreszeiten dar. Er bindet somit bildlich den Mikrokosmos des Menschen in die Struktur der Kathedrale ein.

## Identifizierung als Peter von Arras
Da in den Büchern der Kathedrale zwischen 1226 und 1235 ein Glasmaler Peter aus Arras zu finden ist, wird in kunstgeschichtlicher Forschung der Name des Meister der Rose von Lausanne als Peter von Arras genannt.